# Emmanuel Otteh
Emmanuel Nwafo Otteh (* 1927 in Awkuzu; † 27. Juli 2012 in Onitsha) war Bischof von Issele-Uku.

## Leben
Emmanuel Otteh empfing am 30. Juli 1961 die Priesterweihe.
Papst Johannes Paul II. ernannte ihn am 11. Juni 1990 zum Titularbischof von Cova und bestellte ihn zum Weihbischof im Erzbistum Onitsha. Der Präsident des Päpstlichen Rates für den Interreligiösen Dialog, Francis Kardinal Arinze, spendete ihm am 2. September 1990 die Bischofsweihe; Mitkonsekratoren waren Stephen Nweke Ezeanya, Erzbischof von Onitsha, und Michael Ugwu Eneja, Bischof von Enugu.
Am 8. November 1996 wurde er durch Johannes Paul II. zum Bischof von Issele-Uku ernannt. Am 14. November 2003 nahm Papst Johannes Paul II. seinen altersbedingten Rücktritt an.

## Schriften
- Pastoral Guide Especially for Priests of the Archdiocese of Onitsha, 1992